# Зунделович, Яков Осипович
Я́ков О́сипович Зундело́вич (1893—1965) — известный советский литературовед, поэт и переводчик, профессор, доктор филологических наук, окончил Университет Монпелье.

## Биография и творчество
Родился в августе 1893 года в городе Духовщина Смоленской губернии Российской империи в семье аптекаря Осипа Львовича Зунделовича. Детские и юношеские годы Якова Зунделовича прошли в царской Польше, в обеспеченной семье врача. После окончания в 1910 году гимназии в Лодзи, в связи с так называемой «великодержавно-шовинистической политикой» царского правительства, препятствовавшего получению высшего образования представителям национальных меньшинств, был вынужден уехать за границу. В том же 1910 году он поступил в Университет Монпелье, где прошёл большой курс филологической науки. Одновременно, по настоянию родителей, которые хотели чтобы он стал правоведом, Зунделович год посещал лекции юридического факультета.
В 1914 году он возвращается из Монпелье в Лодзь, а в это время начинается Первая мировая война. После Октябрьской революции в России, он оставив родителей уезжает в уже советскую Россию. Прибыв в Москву, он участвует в революционных обновлениях страны. Сначала назначается работником Железнодорожного совета Наркома путей сообщения, потом становится лектором курсов политработников при Управлении войск внутренней охраны. В это время он знакомится с Вадимом Подбельским, с Александром Шотманом, по рекомендации которого получает должность протоколиста, также знакомится с другом и соратником Ленина Пантелеймоном Лепешинским.
Позднее работал в Наркомпросе, ГАХН, Высшем литературно-художественном институте имени В. Я. Брюсова. В 1920—1930-е годы выступал также как поэт и переводчик. В 1929—1937 годах был профессором МИФЛИ и ГИК. На одном из заседаний у Лепешинского, встречается с руководителем студии ЛИТО Наркомпроса — Вячеславом Ивановым и Валерием Брюсовым. Валерию Брюсову Зунделович понравится как образованнейший поэт-протоколист, владеющий полностью французским, немецким, польским и другими языками, и он приглашает его читать лекции и индивидуальные курсы по творчеству Гоголя, Тютчева, Пушкина и Лермонтова в студии ЛИТО, Литературно-художественном институте и на Высших государственных литературных курсах.
В 1920—1930-е годы Зунделович ведет обширную научно-исследовательскую работу, выступает в журналах «Печать и революция», «Красная новь» и «Искусство» со статьями по актуальным проблемам теории и истории литературы. В 1924—1928 годах Яков Зунделович заведовал литературным отделом Единого Рабфака Искусств, с 1925 по 1929 годы являлся научным сотрудником литературной секции Государственной Академии художественных наук, а в 1933—1935 годах работал заведующим иностранным отделом журналов «Искусство» и «Творчество». С 1929 по 1937 годы он уже в звании профессора читал лекции по разным разделам русской и зарубежной литературы в Московском институте философии, истории и литературы и Государственном институте кинематографии, одновременно в предшественнике ВГИКа он исполнял обязанности декана сценарно-режиссёрского факультета.
Валерий Брюсов также привлекает Якова Зунделовича к участию в научных изданиях той эпохи, помогает публикации в сборнике «Проблемы поэтики» (1925) его известной статьи «Поэтика гротеска (К вопросу о характеристике гоголевского творчества)». В это же время была написана и сдана в производство большая монография Зунделовича о Тютчеве. Издательство дало объявление о предстоящем выходе этой книги, но по не зависящем от него обстоятельствам эта работа не была выпущена. Яков Зунделович является автором около 40 статей в «Словаре литературных терминов».
В 1933—1935 годах он также участвует в качестве переводчика, редактора и комментатора в изданиях Изогиза, посвященных проблемам искусствознания и эстетики. Так, им были переведены некоторые главы из труда Г. Э. Лессинга «Лаокоон» (под его редакцией книга вышла в 1933 году), работа Р. Гамана «Импрессионизм в жизни и искусстве» (1935), отредактированы переводы «Философия искусства» (1934) И. Тэна, «Истории искусства древности» (1933) И. И. Винкельмана, «Искусство Италии и Германии эпохи Ренессанса» (1934) Г. Вельфлина.
В последующие годы Я. О. Зунделович работает над статьями о драматургии Гюго и Фредро, исследует эстетические взгляды Бальзака, Стендаля и Флобера (все это остается до настоящего времени в рукописях), уже в Самарканде выпускает книги «Система образов в повести М. Горького «Фома Гордеев» (1956) и «Романы Достоевского» (1963). Общий объём опубликованных в 1940—1960-е годы работ Якова Зунделовича превышает 30 печатных листов. Его труды о Горьком, Достоевском, Тютчеве, Чехове и Толстом были широко признаны и вошли в золотой фонд советской науки о литературе.
Постепенно к нему приходит широкое общественное признание его заслуг как поэта и переводчика. 4 января 1926 года он становится членом Всероссийского союза писателей, а в 1930 году из рук Максима Горького получает членский билет номер 231 Всероссийского Союза советских писателей. В известном библиографическом словаре «Писатели современной эпохи» (М, ГАХН, т. 1, 1928, с.137) уделяется Якову Осиповичу Зунделовичу специальная статья.
4 ноября 1937 года был арестован в рамках операции НКВД по репрессированию «членов Польской Военной Организации» (ПОВ), осужден 29 декабря 1937 года по статье 58-10 УК РСФСР на 10 лет лагерей. Освобождён из Каргопольлага в апреле 1944 года. 5 сентября 1956 года реабилитирован Военным трибуналом Московского военного округа.
После освобождения начал работать в Ивановском педагогическом институте, а в 1947 году ушёл с началом антисемитской кампании. После этого, Яков Зунделович и его жена переезжают на постоянное местожительство на юг, в Самарканд. И здесь, почти 40 лет спустя, он напечатает несколько стихотворений. Одно из них, под псевдонимом О. Яковлев, появилось в «Ленинском пути» 135 номера от 14 июля 1962 года, номер 135, от 14 июля 1962 года. Одной из известных его стихотворений о Самарканде является «Здесь под плитой нефрита Тамерлан…». Последнее его стихотворение «… Но я, быть может, только тем живу…» — написано 30 мая 1965 года, за семь месяцев до его последнего, третьего по счету инфаркта. Всего, он написал свыше 830 стихотворений. С 1953 года Зунделович становится заведующим кафедрой русской и всеобщей литературы Самаркандского университета.
Преломляя сформулированную датским эстетиком В. Христиансеном идею доминанты в искусстве, Зунделович вводит такое понятие как «мирообраз» — чувственно-образной категории, синтезирующей всю совокупность авторских приемов и мотивов; все отношения между деталями произведения и его художественной системой он рассматривает как проекцию «мирообраза». Наиболее значительные его работы — исследования о русской классике XIX века, к примеру «Этюды о лирике Тютчева», где исследуются поэтические аналоги аналитического процесса. Предельный лаконизм и академическая сухость сведений о ученом и педагоге, создавшем за годы работы в Самарканде сильную школу литературоведческого и поэтического анализа, получившую признание во всём СССР. Некоторые научные труды, стихи и переводы Якова Зунделовича остаются в рукописях.
Скончался в декабре 1965 года в Сестрорецке, недалеко от Ленинграда.
Учениками Якова Зунделовича считают себя известные ученые-литературоведы, писатели и режиссёры, такие как Л. И. Тимофеев, В. И. Пуришев, Г. М. Фридлендер, В. В. Михайловский, А. И. Гербстман, М. С. Григорьев, Х. С. Сулейманов, С. П. Бородин, В. М. Гусев, А. Б. Столпнер, Яков Шведов и другие.

## Труды
- Поэтика гротеска // Проблемы поэтики. — М.; Л., 1925.
- Заметки читателя на полях книги рассказов Э. Хемингуэя // Красная новь. — 1935. — № 5.
- Система образов в повести Горького «Фома Гордеев» // Труды Узбекского гос. ун-та. — 1956. — Вып. 68.
- Философско-сатирическая повесть Л. Н. Толстого «Смерть Ивана Ильича» // Труды Самарканд. гос. ун-та. — 1963. — Вып. 123.
- Романы Достоевского: Статьи. — Ташкент, 1963.
- Этюды о лирике Тютчева. — 1971.
- Романы Достоевского: Статьи/ Я.О.Зунделович; под ред. Р.Г.Назарьяна. - Екатеринбург: Издатель ИП Возякова Т.И., 2019. - 305 с